# 칼로 (미얀마)

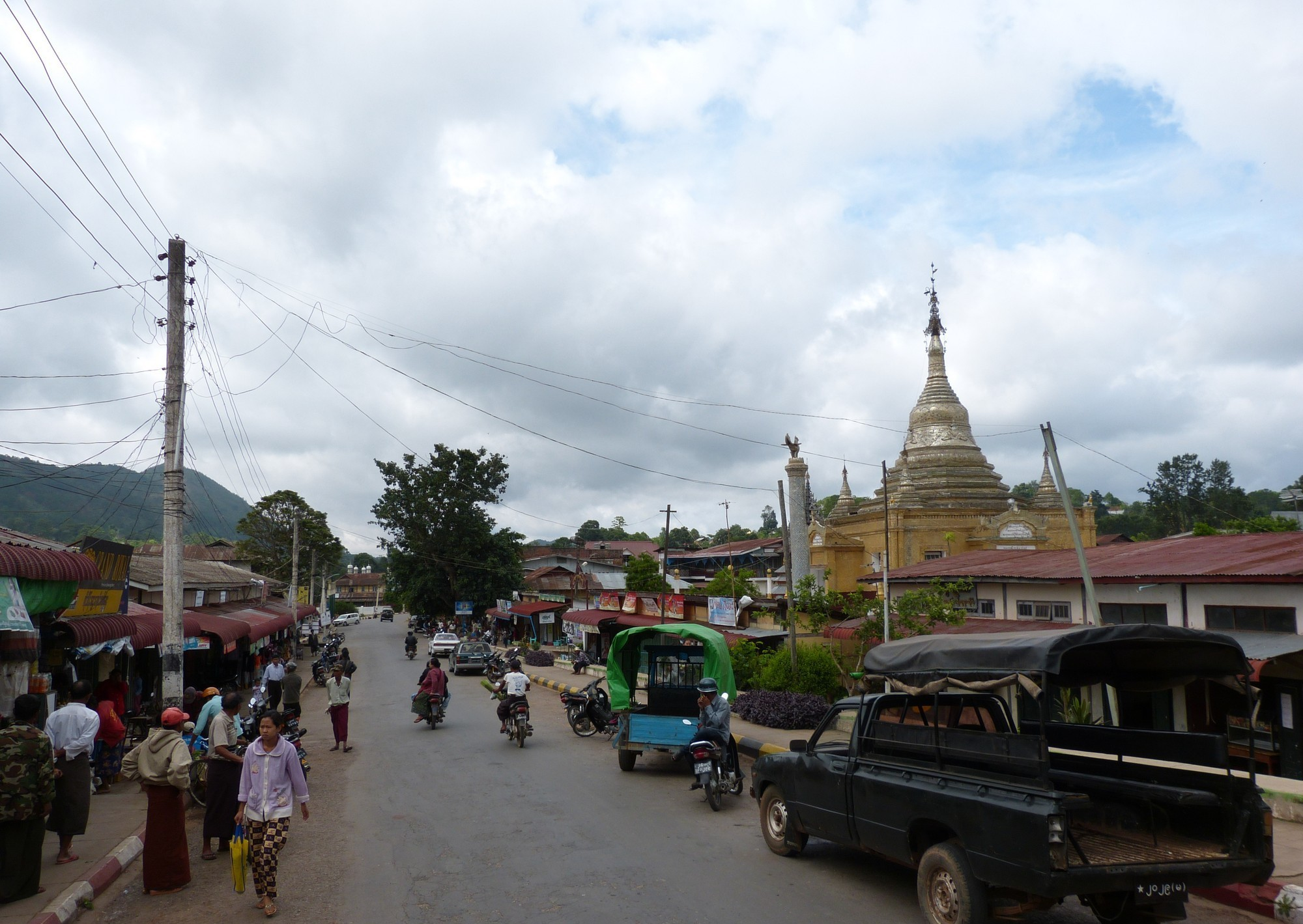
칼로

칼로(버마어: ကလောမြို့)는 미얀마 샨주의 도시이다. 영국의 식민 통치 시기부터 피서지로 유명했던 곳이다.